# Fectio
Fectio fu un castellum ausiliario romano situato nella provincia di Germania inferiore, costruito nell'anno 4 o 5 d.C. Si trovava nel punto in cui il fiume Vecht (Fectio) usciva dal Reno, creando il lago Flevo, che in seguito divenne lo Zuiderzee. Era nei pressi dell'odierno villaggio di Vechten, nella municipalità di Bunnik, Utrecht, Paesi Bassi.

## Topografia
Il castellum è posto sulla confluenza del Kromme Rijn, corso principale del Reno all'epoca dei Romani, e di un fiume, l'Utrecht, che porta al paese dei germani Frisi.

## Toponimia
Viene citato nella Tavola Peutingeriana come Flectio, e nella Cosmographia Ravennatis come Flectione, tra Matellionem e Evitano.

## Storia:Castellum Fectio
La monetazione romana imperiale ci insegna che il castellum fu costruito per ordine di Tiberio, allora impegnato nella sua campagna del 4-5 d.C. Fu probabilmente utilizzato come base di partenza per raid punititivi d'oltre confine. Nel 40 l'imperatore Caligola visitò Fectio durante il viaggio a Lugdunum Batavorum, l'antica Brittenburg. Nei suoi vigneti, sono stati scoperti durante gli scavi del 1995 i resti di un antico francobollo.
Sotto l'imperatore Claudio, Fectio divenne parte del limes renano. Poi verso il 70, ai tempi della rivolta batava, il castellum fu completamente bruciato. Fu ricostruito in seguito ad opera di uno squadrone di cavalleria. L'accumulo dei sedimenti del Reno iniziò a modificarne il percorso. Sono state scoperte ceramiche della legione XXII Primigenia a Castra Vetera, vicino all'attuale Xanten.
Durante il regno di Antonino Pio, tra il 138 ed il 161, la fortezza fu ricostruita, questa volta un mattoni e pietre. Verso il  200, sembra che i continui sedimenti del fiume abbiano impedito l'accesso alle barche. Fu abbandonato nel 275 e non fu più ricostruito.

## Archeologia del sito
Le belle pietre tombali di quel periodo sono oggi esposte presso il Museo Centrale di Utrecht. Una pietra votiva, che sembra databile alla fine del II secolo, è consacrata alla dea Viradectis, e recita: Deae Viradecdi cives Tungri et nautae qui Fectione consistent votum solverunt libentus merito.
Con Nimega, è uno dei più importanti siti archeologici dei Paesi Bassi. Nel 1894 fu uno dei primissimi luoghi dove fu rinvenuta una nave romana. Il sito archeologico contiene i resti di una fortezza, un porto, un cimitero ed un insediamento civile. Nel 1995 fu candidato a diventare Patrimonio dell'umanità, ed attualmente si trova sulla lista di quelli proposti.